# Alison Arngrim
Alison Margaret Arngrim (Nova York, 18 de gener de 1962) és una actriu i escriptora estatunidenca, coneguda especialment per haver interpretat el paper de Nellie Oleson en la sèrie de televisió Little House on the Prairie.

## Biografia
Arngrim va accedir a la popularitat més enllà de les fronteres del seu país natal, sent encara una nena gràcies al paper de l'antipàtica, consentida i petulant Nellie, el contrapunt de Laura Ingalls (Melissa Gilbert) en la famosa sèrie de TV Little House on the Prairie. Va interpretar el personatge durant set anys, entre el 1974 i el 1981, convertint-se en una de les cares més coneguts a nivell mundial de la pantalla petita a la dècada dels setanta.
Després de la cancel·lació de la sèrie, ha aparegut puntualment en algunes sèries i pel·lícules. També ha desenvolupat una carrera teatral, incloent Confessions d'une garce de la prairie, estrenada a França i en què rememora la gravació de la sèrie que la va fer famosa.
Tanmateix, la seva activitat se centra en projectes benèfics, especialment de lluita contra la sida i els abusos a la infància - que ella mateixa va reconèixer haver patit -.

## Filmografia
| Any       | Títol                                                     | Paper              | Notes                                                      |
| --------- | --------------------------------------------------------- | ------------------ | ---------------------------------------------------------- |
| 1974      | Throw Out the Anchor!                                     | Stevie             |                                                            |
| 1974–1982 | Little House on the Prairie                               | Nellie Oleson      | 104 episodis                                               |
| 1981      | The Love Boat                                             | Becky Daniels      | Episodi: Tony and Julie/Separate Beds/America's Sweetheart |
| 1981      | Fantasy Island                                            | Lisa Blake         | Episodi: "Elizabeth's Baby/The Artist and the Lady"        |
| 1983      | I Married Wyatt Earp                                      | Amy                | Telefilm                                                   |
| 1986      | Video Valentino                                           | Trixie             | Curtmetratge                                               |
| 2000      | For the Love of May                                       | Jude               | Curtmetratge                                               |
| 2002      | The Last Place on Earth                                   | Party Toast        |                                                            |
| 2007      | Le deal                                                   | Edith              |                                                            |
| 2009      | Make the Yuletide Gay                                     | Heather Mancuso    |                                                            |
| 2009      | The Bilderberg Club: Meet the Shadow One World Government | Dr. Samantha Klein | Curtmetratge                                               |